# 张三八
张三八（?—?），元朝处州龙泉县（今属浙江）人。
元世祖至元十五年（1278年），龙泉县农民张三八与合章焱、季文龙聚集民众二万举事反元，杀元庆元县（今浙江宁波）达鲁花赤也速台儿。得衢州、遂昌诸地响应。与元朝军队交战，两军三次激战于浮云乡，张三八军队大败溃奔，元将吕德乘胜追击。张三八被俘，其余部众散亡。